# Norman Geschwind
Norman Geschwind (Nova Iorque, 8 de janeiro de 1926 — 4 de novembro de 1984) foi um neurologista norte-americano.